# Liste d'œuvres d'art public dans le Cantal
Cet article vise à recenser les œuvres d'art dans l'espace public dans le département du Cantal, en France.

## Liste
Les œuvres sont classées par ordre alphabétique de communes et, au sein de celles-ci, par ordre chronologique d'installation, dans la mesure des informations disponibles.

### Sculptures
| Œuvre                                           | Auteur                         | Commune               | Localisation               | Notes                                      | Installation | Coordonnées                      | Illustration |
| ----------------------------------------------- | ------------------------------ | --------------------- | -------------------------- | ------------------------------------------ | ------------ | -------------------------------- | --- |
| Monument de l'estive                            | Jean Chauchard                 | Allanche              | Place du Cézallier         |                                            | À déterminer | 45° 13′ 52″ nord, 2° 56′ 04″ est | Image manquante |
| Statue d'Alexis Joseph Delzons                  | Vital Gabriel Dubray           | Aurillac              | Avenue Gambetta            | Représente Alexis Joseph Delzons.          | 1883         | 44° 55′ 38″ nord, 2° 26′ 47″ est | Alexis Joseph Delzons |
| La Femme, signe d'eau                           | Philippe Henry                 | Aurillac              | Place Claude-Érignac       |                                            | À déterminer | 44° 55′ 45″ nord, 2° 26′ 48″ est | Image manquante |
| Gladiateur Borghèse,                            | Copie d'après Agasias d'Éphèse | Aurillac              | Parc Hélitas               |                                            | Années 1910  | à géolocaliser                   | Image manquante |
| La République brandissant les Droits de l'Homme | Charles-Romain Capellaro       | Aurillac              | Avenue Gambetta            |                                            | 1890         | 44° 55′ 40″ nord, 2° 26′ 41″ est | La République brandissant les Droits de l'Homme                                                                                           |
| Statue de Sylvestre II                          | Pierre-Jean David d'Angers     | Aurillac              | Place Gerbert              | Représente Sylvestre II. Inscrit MH (1946) | 1851         | 44° 55′ 46″ nord, 2° 26′ 54″ est | Sylvestre II |
| Buste d'Arsène Vermenouze                       | Jean-Marie Camus               | Aurillac              | Square Vermenouze          | Représente Arsène Vermenouze.              | À déterminer | à géolocaliser                   | Buste d'Arsène Vermenouze« Niché au cœur du centre-ville, le square Vermenouze est un lieu chargé d’histoire », La Montagne, 12 août 2016 |
| Statue de François Filiol                       | Chapot, Dufilhol               | Barriac-les-Bosquets  | Puy de Bouval              | Représente François Filiol.                | 1896         | 45° 09′ 22″ nord, 2° 15′ 23″ est | François Filiol |
| Générations futures                             | Philippe Henry                 | Marcolès              | À déterminer               |                                            | À déterminer | 44° 46′ 56″ nord, 2° 21′ 08″ est | Image manquante |
| Chemin des Pierres Sculptées                    | Multiples                      | Menet                 | Sentier de sculptures (en) | Réalisées lors du symposium.               | À déterminer | à géolocaliser                   | Image manquante |
| Buste de Georges Pompidou                       | À déterminer                   | Montboudif            | Près de la mairie          | Représente Georges Pompidou.               | À déterminer | à géolocaliser                   | Buste de Georges Pompidou |
| Buste de Pierre Bos-Darnis                      | Ernest Guilbert                | Saint-Illide          | Mairie                     |                                            | 1905         | 45° 03′ 42″ nord, 2° 18′ 53″ est | Image manquante |
| Buste de Georges Pompidou                       | Étienne Hajdu                  | Saint-Flour           | À déterminer               | Représente Georges Pompidou.               | 1976         | 45° 02′ 05″ nord, 3° 05′ 20″ est | Monument à Georges Pompidou |
| Géologie de la Mémoire                          | Guillaume Leblon               | Saint-Martin-Cantalès | Place de l'Église          |                                            | 2014         | 45° 05′ 34″ nord, 2° 18′ 00″ est | Image manquante |
| Buste d'Ernest Tyssandier d'Escous,             | Jean-Baptiste Antoine Champeil | Salers                | Place Tyssandier-d'Escous  | Représente Ernest Tyssandier d'Escous.     | 1897         | 45° 08′ 16″ nord, 2° 29′ 38″ est | Buste d'Ernest Tyssandier d'Escous |
| Hommage à la Salers                             | Nicolas Bojcic                 | Valette               | À déterminer               |                                            | À déterminer | à géolocaliser                   | Image manquante |

### Monuments aux morts
| Œuvre                                                    | Auteur                                 | Commune          | Localisation                                                                          | Notes | Installation | Coordonnées                      | Illustration                                             |
| -------------------------------------------------------- | -------------------------------------- | ---------------- | ------------------------------------------------------------------------------------- | ----- | ------------ | -------------------------------- | -------------------------------------------------------- |
| Poilu écrasant l'aigle allemand (d) (monument aux morts) | Copie d'après Charles-Henri Pourquet   | Cassaniouze      | À déterminer                                                                          |       | À déterminer | à géolocaliser                   | Poilu écrasant l'aigle allemand (d) (monument aux morts) |
| Poilu baïonnette au canon (d) (monument aux morts)       | Copie d'après Étienne Camus            | Cussac           | À déterminer                                                                          |       | À déterminer | à géolocaliser                   | Image manquante                                          |
| Le Vainqueur avec drapeau (monument aux morts)           | Copie d'après Charles-Henri Pourquet   | Jou-sous-Monjou  | À déterminer                                                                          |       | 1921         | à géolocaliser                   | Le Vainqueur avec drapeau (monument aux morts)           |
| La Victoire en chantant (monument aux morts)             | Copie d'après Charles Édouard Richefeu | Jussac           | À déterminer                                                                          |       | 1922         | à géolocaliser                   | Image manquante                                          |
| Le Vainqueur (monument aux morts)                        | Copie d'après Charles-Henri Pourquet   | Laroquevieille   | À déterminer                                                                          |       | À déterminer | à géolocaliser                   | Image manquante                                          |
| Poilu au repos (monument aux morts)                      | Copie d'après Étienne Camus            | Le Claux         | À déterminer                                                                          |       | À déterminer | à géolocaliser                   | Image manquante                                          |
| Au mépris du danger (d) (monument aux morts)             | Copie d'après Eugène Bénet             | Massiac          | À déterminer                                                                          |       | À déterminer | à géolocaliser                   | Image manquante                                          |
| Poilu au repos (monument aux morts)                      | Copie d'après Étienne Camus            | Menet            | Au bord de la RD 205                                                                  |       | À déterminer | à géolocaliser                   | Image manquante                                          |
| Le Poilu victorieux (monument aux morts)                 | Copie d'après Eugène Bénet             | Montboudif       | Rue Georges Pompidou (RD 62), entre le musée Georges Pompidou et l'église Sainte-Anne |       | À déterminer | 45° 22′ 17″ nord, 2° 43′ 55″ est | Monument aux morts de Montboudif                         |
| Poilu au repos (monument aux morts)                      | Copie d'après Étienne Camus            | Saint-Clément    | À déterminer                                                                          |       | À déterminer | à géolocaliser                   | Poilu au repos (monument aux morts)                      |
| Le Poilu victorieux (monument aux morts)                 | Copie d'après Eugène Bénet             | Saint-Urcize     | À côté de l'église Saint-Pierre-et-Saint-Michel                                       |       | À déterminer | 44° 41′ 52″ nord, 3° 00′ 17″ est | Monument aux morts de Saint-Urcize                       |
| Le Poilu victorieux (monument aux morts)                 | Copie d'après Eugène Bénet             | Ségur-les-Villas | À déterminer                                                                          |       | À déterminer | à géolocaliser                   | Image manquante                                          |
| Poilu écrasant l'aigle allemand (d) (monument aux morts) | Copie d'après Charles-Henri Pourquet   | Ytrac            | À déterminer                                                                          |       | À déterminer | à géolocaliser                   | Image manquante                                          |

### Fontaines
| Œuvre                  | Auteur               | Commune              | Localisation                                                 | Notes                    | Installation | Coordonnées                      | Illustration          |
| ---------------------- | -------------------- | -------------------- | ------------------------------------------------------------ | ------------------------ | ------------ | -------------------------------- | --------------------- |
| Buste de la République | À déterminer         | Ferrières-Saint-Mary | À déterminer                                                 |                          | 1910         | 45° 10′ 59″ nord, 3° 03′ 27″ est | Image manquante       |
| Fontaine Jeanne d'Arc  | À déterminer         | Montboudif           | Rue Georges Pompidou (RD 62), à côté de l'église Sainte-Anne | Représente Jeanne d'Arc. | 1898         | 45° 22′ 16″ nord, 2° 43′ 54″ est | Fontaine Jeanne d'Arc |
| La Renommée            | Vital Gabriel Dubray | Saint-Flour          | Cours Spy des Ternes                                         |                          | 1892         | 45° 01′ 58″ nord, 3° 05′ 18″ est | La Renommée           |

### Œuvres disparues ou retirées
| Œuvre | Auteur | Commune | Localisation | Notes | Installation | Coordonnées | Illustration |
| ----- | ------ | ------- | ------------ | ----- | ------------ | ----------- | ------------ |